# Sjota Roestaveli (berg)
Sjota Roestaveli (Georgisch: შოთა რუსთაველის მწვერვალი, sjota roestavelis mtsvervali) is een bergtop in het centrale deel van de Grote Kaukasus. De berg bevindt zich in de historische regio Svanetië in Georgië en heeft een top van 4960 meter boven zeeniveau. Het zou de op negen na hoogste bergtop van de Kaukasus zijn. De berg is vernoemd naar de Georgisch dichter uit de 12e eeuw Sjota Roestaveli
De Sjota Roestaveli is onderdeel van de zogenaamde Bezengimuur, een ongeveer twaalf kilometer onderdeel van de centrale bergkam van de Grote Kaukasus tussen de Lalveri en Sjchara, die letterlijk een "muur" vormen tussen Rusland en Georgië.